# Arianna Sassi
Arianna Sassi (Sorengo, 1º giugno 2003) è una danzatrice su ghiaccio svizzera.

## Biografia
Arianna Sassi è nata il primo giugno 2003 a Sorengo, in Svizzera.

## Carriera
Arianna Sassi ha iniziato a pattinare nel 2009 nella sua città natale, Lugano.
Nel 2021 ha debuttato nella danza su ghiaccio insieme a Luca Morini. Allenati a Milano da Fabrizio Pedrazzini e Lorenza Alessandrini, sino al 2024,  e poi da  Luca Lanotte, i due sono due volte campioni svizzeri e hanno preso parte a due campionati Europei: Espoo 2023 e Kaunas 2024.

## Programmi
| Stagione  | Danza ritmica | Danza libera |
| --------- | --- | --- |
| 2024-2025 | - Disco Inferno di The Trammps - Le Freak di Chic - How Deep Is Your Love di Bee Gees                                          | - Man With a Harmonica di Ennio Morricone - The Good, The Bad and The Ugly di Ennio Morricone - Once Upon a Time in the West di Ennio Morricone - L'estasi dell'oro di Ennio Morricone                                    |
| 2023-2024 | - No Way to Treat a Lady di Bonnie Tyler - Total Eclipse of the Heart di Bonnie Tyler - Holding Out for a Hero di Bonnie Tyler | - Musica dalla colonna sonora de The Great Gatsby - Back to Black di Beyonce e Andre 3000 - Bang Bang di Will.i.am - Young and Beautiful di Lana del Rey - A Little Party Never Killed Nobody by Fergie, Q-Tip e GoonRock |

## Competizioni
| Evento                 | 22-23 | 23-24 | 24-25 |
| ---------------------- | ----- | ----- | ----- |
| Campionati europei     | 21ª   | 31ª   |       |
| CS Golden Spin         |       | 13ª   |       |
| CS Budapest Trophy     |       |       | 16ª   |
| CS Nepela Memorial     |       |       | 13ª   |
| Denkova-Staviski Cup   |       |       | 7ª    |
| Swiss Ice Skating Open |       | 5ª    |       |
| NRW Trophy             | 6ª    |       | 10ª   |
| Egna Dance Trophy      |       | 14ª   |       |
| Trophée Metropole      | 8ª    |       |       |

| Evento                             | 21-22 | 22-23 | 23-24 | 24-25 |
| ---------------------------------- | ----- | ----- | ----- | ----- |
| Campionati svizzeri di pattinaggio | 3ª    | 1ª    | 1ª    |       |